# 原爆供養塔 忘れられた遺骨の70年
『原爆供養塔 忘れられた遺骨の70年』（げんばくくようとう わすれられたいこつの70ねん）は、日本のノンフィクション書籍。著者は堀川惠子。文藝春秋より2015年（平成27年）5月25日に発行された。
1945年（昭和20年）の広島市への原子爆弾投下より亡くなった遺骨の内、引き取り手のない遺骨を供養する原爆供養塔（広島平和記念公園内）をテーマとする作品である。供養塔の建立の経緯に始まり、前半部は「原爆供養塔の守り人」と呼ばれた反核運動家の佐伯敏子が広島で被爆し、平和運動に足を踏み入れるまでの半生が描かれる。後半部では著者・堀川自身が佐伯の思いを継いでの供養塔の遺骨の遺族捜しが描かれ、原爆犠牲者の納骨名簿を少年特攻兵が作ったこと、朝鮮出身の犠牲者、遺骨の名前が別人だと判明して死んだはずの者が生きていたり、遺骨の受け取りを躊躇する遺族がいるなど、様々な場面が展開される。
発行同年に第15回石橋湛山記念早稲田ジャーナリズム大賞で草の根民主主義部門の大賞、翌2016年（平成28年）には第47回大宅壮一ノンフィクション賞（書籍部門）、日本記者クラブの2016年度日本記者クラブ賞・特別賞を受賞した。
日本記者クラブでは「核兵器の非人道性を新たな角度から浮き彫りにした。ほとんど知られていない原爆供養塔の関連文書の発掘から、遺族を探し出しての聞き取りまで、労力を惜しまない徹底した取材力が高く評価された」、石橋湛山記念早稲田ジャーナリズム大賞では「地道で粘り強い取材によって、その場に居合わせ無念の死を遂げざるを得なかった人たちの声を丹念に拾い上げていく」と賞された。